# Blynx
Un blynx (o blinx) és la descendència híbrida d'un linx vermell (Linx rufus) i un linx de Canadà (Linx canadensis), dues espècies estretament relacionades de l'espècie Lynx.

## Híbrids reportats
La primera evidència d'un blynx, basada en l'anàlisi genètica, es va informar de Minnesota.
A l'agost de 2003, els biòlegs a Maine van capturar un blynx i ho van considerar una casualitat estèril de la naturalesa. El van deixar anar amb un collaret de seguiment per observar el seu comportament; no obstant això, el collaret es va col·locar massa atapaït i el blynx va morir de gana.
Poc després una altra blynx femella reportada va ser vista a Míchigan, amb una ventrada de cadells.  Això va refutar la teoria que el blynx era un híbrid estèril com les mules. Una altra femella blynx va donar a llum a l'estiu del 2003 a Maine després de quedar atrapada aquest hivern.

## Aparença
Un blynx és com un gat de mida mitjana amb orelles que s'enrotllen cap enrere i tenen la punta negra com el seu pare linx de Canadà. La seva cara s'assembla més a la del seu pare linx i pot tenir taques o no. Igual que tots dos pares, té una cua molt curta o manca del tot.